# Imprägnierharz
Imprägnierharze sind Kunst- oder Naturharze, die eingesetzt werden, um poröse Materialien zu imprägnieren, indem ihre Porenräume gefüllt werden.

## Imprägnierharze für Holz
Zur Verbesserung der Dauerhaftigkeit und Festigkeit von Holz im Außenbereich werden heute insbesondere formaldehydhaltige Kunstharze wie Melaminharz, Phenol-Formaldehyd-Harz und Harnstoffharz eingesetzt.
Zur Veränderung der optischen Eigenschaften sowie der Oberflächenstruktur wird auch PMMA-Harz verwendet.

## Imprägnierharze in der Elektrotechnik
Auch zum Tränken von induktiven Wicklungen von Generatoren, Elektromotoren und anderen elektrischen Spulen werden Imprägnierharze wie Epoxydharz und Phenolharz eingesetzt. Epoxyharz dient zur Fixierung und zum Schutz der Kupferlackdrahts sowie zu Verbesserung der Isolation. Aus phenolharz-getränktem Kunstharzpressholz werden Bauteile für ölgefüllte Transformatoren gefertigt.